# بالاكانسترو فاريزي
بالاكانسترو فاريزي (بالإيطالية: Pallacanestro Varese)‏ هو فريق كرة سلة إيطالي تأسس في 1945 يقع في فاريزي، إيطاليا. يلعب في ليغا باسكيت الدرجة الأولى.

## وصلات خارجية
- الموقع الإلكتروني